# Банда Александра Боровкова
Банда Александра Боровкова — преступное формирование, осуществлявшее на территории Ярославля и Ярославской области в 1997—1998 годах махинации с квартирами, убивая их владельцев. По масштабу деятельности являлась крупнейшей группировкой «чёрных риелторов».

## Предыстория

Александр Боровков, лидер банды

Лидером банды был Александр Александрович Боровков 1964 года рождения, уроженец Ярославля. Ранее Боровков был судим за махинации с квартирами. Вместе с сообщниками он под пытками заставлял владельцев квартир подписывать доверенности на их продажу. Но вскоре Боровков был арестован и осуждён.
Когда бывшему на хорошем счету Боровкову разрешили покинуть колонию, чтобы попрощаться с якобы умирающим родственником, он скрылся и был объявлен в федеральный розыск. Боровков же вернулся в Ярославль. Он решил продолжить махинации с квартирами, но на сей раз с учётом предыдущих «ошибок», не оставляя владельцев квартир в живых.
Первым членом банды, которого Боровков пригласил в свою организацию, был его давний друг Василий Шивкопляс, ранее также судимый. Вместе они организовали фирму «Партнёр», через которую впоследствии проводили сделки по купле-продаже квартир. Также в банду вошли Михаил Ляшенко, которого Боровков сделал директором «Партнёра», желая остаться в тени; Андрей Малахов и Александр Голотин, которые должны были совместно с Шивкоплясом заниматься ликвидацией хозяев квартир; Сергей Ратехин, который должен был совместно со своим приятелем Александром Голиковым заниматься бумажной работой.
|                   |                   |                |
| Василий Шивкопляс | Александр Голотин | Андрей Малахов |

## Убийства

Отец Дмитрий Растегаев, жертва

Первой жертвой стал 42-летний Владимир Беззубцев, которого в начале августа 1997 года заманили в лес под предлогом работы, заставили подписать доверенность и убили. Тело закопали прямо там же, посыпав хлоркой, чтобы устранить запах.
Последующие три жертвы — неких Байдина, Соколова и Тихомирова — заманили в дом Ратехина в деревне Одарино Ярославского района Ярославской области, там убили и, уложив в траншею, аккуратно залили тела бетоном. Квартиры Беззубцева, Байдина и Соколова Боровков успешно продал, а вот с квартирой Тихомирова вышла накладка — он оказался прописан не там, где жил, и неожиданно Боровков оказался владельцем небольшого дома в Ярославской области. Так Боровков стал Валерием Михайловичем Тихомировым.
Все последующие убийства были совершены в деревне Белавино Тутаевского района Ярославской области. Мотивы для выманивания хозяев квартир в деревню придумывали самые разные: например, пенсионера Блинова привезли под предлогом обмена пластинками. Были убиты ещё 7 человек подряд, но никаких подозрений у правоохранительных органов столь массовое исчезновение людей в Ярославле не вызвало. Все тела закапывались в подвале дома.
Следующее убийство стало началом конца банды. Их жертвой стал иеромонах старообрядческой церкви отец Дмитрий Растегаев, который продавал свою квартиру, так как получил новое назначение и должен был уезжать из города. 20 августа 1998 года Шивкопляс и Голотин задушили отца Дмитрия и отвезли в Белавино. В подпол, забитый трупами, новые тела уже не влезали. Тогда тело отца Дмитрия закопали в хозяйственной пристройке. Исчезновение отца Дмитрия вызвало большой резонанс в городе. Друзья иеромонаха нашли клочки разорванной доверенности на продажу квартиры и таким образом вышли на след банды Боровкова.

Василий Шивкопляс показывает место захоронения тел в деревне Белавино

Тем временем бандиты 10 сентября 1998 года совершили ещё одно двойное убийство, причём Боровков специально выжидал, пока одной из жертв не исполнится 18 лет. Тела закопали всё в той же хозяйственной пристройке.

## Аресты, следствие и суд
Во время планового обхода квартир сотрудниками милиции в квартире отца Дмитрия были обнаружены и арестованы Боровков, орудовавший под фамилией Тихомирова, и Малахов. Через день Боровков назвал свою настоящую фамилию, однако от дачи показаний отказался. Малахов же, напротив, назвал всех членов банды. Вскоре был арестован Ляшенко. Во время ареста произошёл курьёзный случай: когда Ляшенко собирались выводить, в дверь позвонили. За дверью оказался другой член банды Голотин с полной корзиной грибов. Его тоже арестовали. Следом были арестованы Ратехин и Голиков. Последним был арестован Шивкопляс, сам явившийся в милицию по повестке.
Обвиняемые упорно не называли место захоронения трупов, однако вскоре Шивкопляс согласился дать признательные показания. Он выдал все места захоронения: в лесу под Ярославлем было извлечено два трупа, ещё три — в деревне Одарьино (тела были залиты двухметровым слоем бетона) и ещё десять — в доме в деревне Белавино. Итого — 15 убийств всего за год функционирования банды. После этого все обвиняемые дали признательные показания. Последним признался Боровков, однако он делал упор на то, что ни в одном убийстве впрямую не участвовал.

Суд над бандой. Слева направо — Боровков, Голотин (видна макушка) и Шивкопляс

Дело было настолько громким, что его поставили на контроль в Генеральной прокуратуре РФ. Процесс над «чёрными риелторами» продолжался в течение почти полутора лет, несколько раз переносился. На заседания бандитов доставляли с мешками на головах. На суде бандиты вели себя вызывающе. Боровков хамил судье, Шивкопляс и Голотин отшучивались. В марте 2003 года прозвучал приговор: организатору банды Александру Боровкову и главным убийцам Василию Шивкоплясу и Александру Голотину было назначено пожизненное лишение свободы. Малахов был приговорён к 23 годам лишения свободы, Ляшенко — к 22 годам. Ратехин получил 6, Голиков — 5 лет лишения свободы (оба срока — условно). Верховный суд России оставил приговор без изменения. Голотин и Шивкопляс были этапированы в Вологодский пятак, Боровков — в Белый лебедь.

## В заключении
Находясь в «Белом лебеде», Боровков увлёкся изучением уголовно-процессуального кодекса РФ и статей Конвенции о защите прав человека и основных свобод. Отбыв в тюремном заключении 18 лет, в 2021 году 57-летний Александр Боровков подал иск к Министерству финансов РФ, в котором потребовал компенсации морального вреда в сумме 500 тысяч рублей за содержание в металлической клетке во время определения меры пресечения и судебного процесса по уголовному делу — с 30 октября 2002 года по 27 февраля 2003 года. Боровков утверждал, что условия нахождения в клетке не соответствовали Конституции РФ и Конвенции по защите прав человека.
Из иска Боровкова:
Боровков А. А. помещался в металлическую клетку, вооружённый конвой всегда находился рядом. На протяжении судебных заседаний Боровков А. А. находился в «металлической клетке», что его унижало, он чувствовал себя неполноценным, стыдился присутствующих в зале судебного заседания, испытывал дискомфорт и уныние; также нахождение в клетке могло сформировать мнение о том, что он очень опасен, чем подрывалась презумпция невиновности.
Однако Дзержинский районный суд Ярославля в удовлетворении иска Боровкову отказал, после чего он подал апелляционную жалобу, в которой ссылался на решения Европейского суда по правам человека по содержанию подсудимых в металлической клетке. Апелляция была рассмотрена в судебном заседании 9 февраля 2023 года, но на него 59-летний Боровков доставлен не был. Он участвовал в заседании, находясь в «Белом лебеде», посредством видеоконференцсвязи. В конечном итоге Ярославский областной суд отклонил его апелляцию, отметив, что ранее Боровков не обращался в суд за компенсацией морального вреда относительно судебного разбирательства в 2003 году и нарушения его личных неимущественных прав, что свидетельствовало о том, что во время содержания его за металлическим ограждением во время судебного процесса он в действительности не испытывал никаких морально-нравственных страданий, связанных с фактом его содержания в пределах металлического ограждения.

## В массовой культуре
- Документальный фильм «Прописка на тот свет» из цикла «Криминальная Россия» (2004)